# Félix de Azara
Félix de Azara, född 18 maj 1746 i Barbuñales, Aragonien, Spanien, död 20 oktober 1821  i Huesca, Spanien, var en spansk brigadgeneral, bror till José Nicolás de Azara. Han reste som spansk officer på offentligt uppdrag genom Sydamerika och efterlämnade två för sin tid utmärkta arbeten om Paraguays naturalhistoria.
Auktorsnamnet Azara kan användas för Félix de Azara i samband med ett vetenskapligt namn inom botaniken; se Wikipediaartiklar som länkar till auktorsnamnet.

## Biografi
Félix de Azara gick in i armén och studerade i en spansk militärakademi. Han fick uppdrag som ingenjör och utmärkte sig på olika expeditioner. Han tillbringade de närmaste tretton åren av sitt liv i militären och steg till rang av brigadgeneral i den spanska armén.

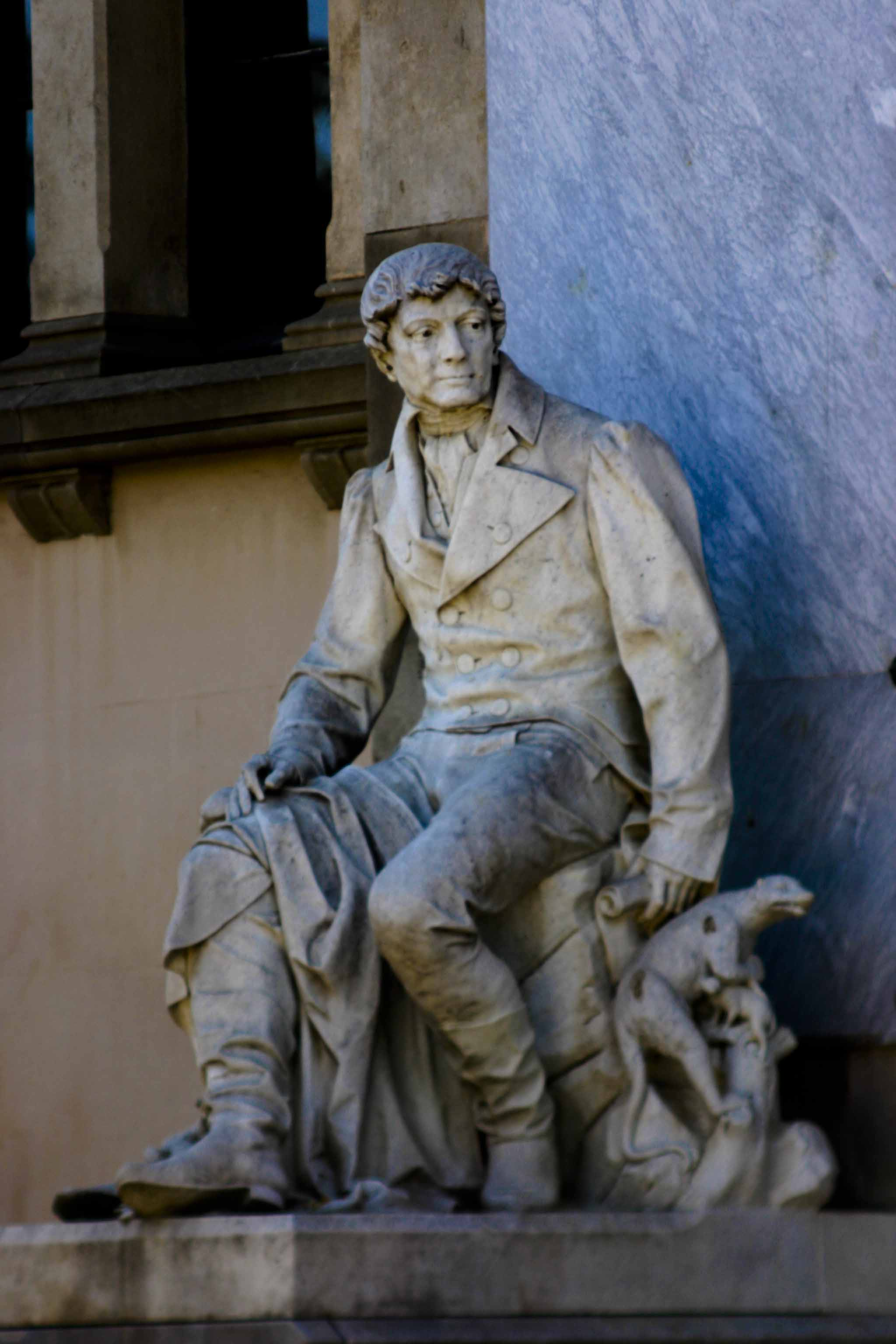
Félix de Azara, skulptur av Eduard Alentorn i Martorell Museum i Barcelona.

År 1777 undertecknade Spanien och Portugal fördraget San Ildefonso i Palacio Real de La Granja de San Ildefonso. I enlighet med fördraget skulle varje nation skicka en delegation till regionen Río de la Plata för att förhandla om gränstvister mellan de portugisiska och spanska kolonierna. Azara valdes som medlem i denna delegation och avseglade till den nya världen.  Den portugisiska delegationen anlände dock aldrig och Azara blev kvar i regionen från 1781 till 1801. För att fördriva tiden bestämde han sig för att skapa en korrekt karta över regionen. Vid de expeditioner som detta medförde började han observera regionens natur och under denna tid beskrev han 448 fågelarter, ett antal som dock minskade till 381 när man tar hänsyn till dubbletter av kön, ålder och fjäderdräkt (åtta förblev oidentifierade), och 178 av dem är de typer på vilka de vetenskapliga namnen är baserade.” Han identifierade också 78 fyrbenta arter, varav 43 var nya. Ett antal djur namngavs efter honom, såsom Azaras nattapa (Aotus azarae), Azaras agouti (Dasyprocta azarae), Azaras gräsmus (Akodon azarae), Azaras spinnsvans (Synallaxis azarae) och Azaras trädleguan (Liolaemus azarai). Dorsum Azara på månen är också uppkallad efter honom. Innan han lämnade Sydamerika skickade han till sin bror, José Nicolás de Azara (då spansk ambassadör i Paris), sina zoologiska anteckningar och observationer, som Médéric Louis Élie Moreau de Saint-Méry publicerade i Paris 1801 under titeln Essai sur l 'histoire naturelle des quadrupèdes du Paraguay. År 1802 gavs i Madrid ut uppsatsen Apuntamientos para la Historia natural de los cuadrúpedos del Paraguay y Río de la Plata.
När Azara återvände till Europa 1801 reste han till Paris för att träffa sin bror. Där publicerade han Voyage dans l'Amerique meridionale depuis 1781 jusqu'en 1801 (1809), som redovisade hans iakttagelser om många ämnen, allt från regionens geografi till egenskaper hos de många inhemska grupperna i regionen. Efter hans brors död återvände Azara till Spanien och innehade en rad lägre statliga befattningar. Han dog av lunginflammation den 20 oktober 1821 och begravdes i sin familjs grav i hans födelsestad.

## Azaras arbeten
Azaras verk mottogs väl men inte utan kritik. Han hade till stor del skrivit sina verk för att korrigera vad han ansåg vara många fel i Histoire naturelle av Georges-Louis Leclerc, Comte de Buffon. Intellektuella berömde honom för hans noggrannhet och precision. Charles Darwin uppskattade Azaras arbete (trots att den sistnämnda inte var en professionell naturforskare), och i flera av sina böcker talade han uppskattande om Azaras auktoritet. En del tyckte dock att hans arbete var för hårda i sin kritik av Buffon. 